# Canarinos
Canarino é o habitantes das Ilhas Canárias e, por extensão, os descendentes de canários que habitam nas Américas, em locais como a Luisiana, Porto Rico, Texas, Cuba, República Dominicana e Venezuela. Nesses lugares, é usado o nome isleño (termo em espanhol para "ilhéu") foi aplicado aos canários para distingui-los dos espanhóis da Península Ibérica, apelidados de "peninsulares". Anteriormente usado para a categoria geral de pessoas, agora se refere à identidade cultural específica dos canários ou seus descendentes em toda a América Latina e na Luisiana, onde ainda são chamados de isleños.
O termo isleño ainda é usado na América Hispânica, pelo menos nos países que tinham grandes populações canárias, como Cuba e Venezuela, para distinguir um ilhéu canário de um peninsular (espanhol continental). No início do século XIX, havia mais pessoas de origem canária nas Américas do que nas próprias Canárias, e o número de descendentes desses primeiros imigrantes é exponencialmente maior do que o número dos que originalmente migraram. As Américas foram o destino de grande parte dos emigrantes das Canárias, desde sua descoberta pelos europeus no século XV até o século XX, quando números substanciais foram para as colônias na África do Saara Espanhol (atual Saara Ocidental) e Guiné Espanhola (atual Guiné Equatorial) durante a primeira metade do século. A partir dos anos 1970, eles começaram a imigrar para outros países europeus, embora a imigração para as Américas não tenha terminado até o início da década de 1980.
As culturas cubana, dominicana, porto-riquenha, venezuelana e uruguaia foram parcialmente influenciadas pela cultura das Canárias, assim como os dialetos do espanhol falado em todos esses países, exceto no Uruguai. Embora quase todos os descendentes de canários que imigraram para as Américas do século XVI ao XX estejam incorporados social e culturalmente às populações maiores, restam algumas comunidades que preservaram pelo menos parte da cultura canária de seus ancestrais, como na Luisiana, na cidade texana de San Antonio, na cidade porto-riquenha de Hatillo, no bairro da capital dominicana de San Carlos de Tenerife e San Borondón no Peru.

## História geral
A imigração canária para as Américas começou em 1492, com a primeira viagem de Cristóvão Colombo, na qual ele "descobriu" a América, e não terminou até o início dos anos 1980. A conquista espanhola das Ilhas Canárias, que foram visitadas primeiramente por navegadores fenícios e cartaginenses e redescobertas pelos europeus, foi ocorrendo gradualmente ao longo do século XV, tendo se iniciado em 1402. Colombo fez uma escala nas Canárias para suprimentos em sua viagem em 1501. Também em 1501 (ou em 1502), Nicolás de Ovando deixou as Ilhas Canárias com um grupo de pessoas rumo à ilha de Hispaniola. No início do século 16, alguns guanches, povos berberes que são os aborígenes das Canárias, foram exportados como escravos para Porto Rico e Santo Domingo, uma prática que continuou até 1534.
Na primeira metade do século XVI, os conquistadores espanhóis, alguns dos quais se estabeleceram permanentemente nas Américas, organizaram vários grupos de pessoas escolhidos nas Canárias para colonizar partes da América Latina, incluindo México, Buenos Aires, Peru, Nova Granada e Flórida. Seguiram-se outros grupos que se instalaram em Santo Domingo e Cuba na segunda metade do século XVI. Em 1611, cerca de 10 famílias canárias foram enviadas para a região de Santiago de Cuba e pelo Decreto Real de 6 de maio de 1663, 800 famílias canárias foram enviadas para se estabelecer em Santo Domingo; presume-se que isso evitasse o perigo de que os franceses pudessem tomar a região, uma vez que já haviam ocupado o que hoje é o Haiti.
Em 1678, a coroa espanhola promulgou o chamado Tributo de Sangre ("Tributo de Sangue" em português), uma lei estipulando que, para cada mil toneladas de carga embarcada da América Hispânica para a Espanha, cinco famílias canárias (muitas vezes chegava a 10) seriam enviadas para as Américas para povoar regiões coloniais com baixa população de peninsulares (espanhóis nascidos no continente). Consequentemente, no final do século XVII e ao longo do século XVIII, centenas de famílias canárias mudaram-se para a Venezuela, Cuba, República Dominicana e Porto Rico, e em menor escala, outras para lugares como Uruguai, México, Argentina ou o sul dos atuais Estados Unidos. Essas famílias foram enviadas para povoar várias partes da América Latina.
O Tributo de Sangre foi finalmente abolido em 1764. Apesar disso, muitos ilhéus das Canárias continuaram a emigrar para as Américas para escapar da pobreza em sua terra natal. Após a Independência da América Espanhola (1811-1825), a Espanha manteve apenas Cuba e Porto Rico como colônias nas Américas, nas quais aboliu a escravidão e incentivou a imigração das Canárias. A maioria dos imigrantes canários emigrou então para as duas ilhas do Caribe, onde sua mão de obra era explorada e recebiam muito pouco. Houve, no entanto, também milhares de canários que foram para outros países, incluindo Venezuela, Uruguai e Argentina. Em 1898, Cuba e Porto Rico são anexadas aos Estados Unidos e a imigração canária para Porto Rico foi proibida, fazendo com que esse fluxo migratório de espanhóis fosse direcionada principalmente para Cuba, com alguns fluxos para outros países, especialmente Argentina e Uruguai. Após 1936, a maioria dos imigrantes das Canárias foi para Cuba e Venezuela. Após a Segunda Guerra Mundial, a maioria dos ilhéus que deixavam as Canárias foram para a Venezuela. Desde a década de 1970, a emigração canária diminuiu, tendência acentuada a partir do início dos anos 1980, com a melhoria da economia não apenas das ilhas, mas também da Espanha em .geral, até a crise econômica global de 2008.

## Motivos da emigração
Após um século e meio de crescimento, a economia das Ilhas Canárias estava em crise. A diminuição da produção de vidueño canario (um vinho de mesa branco comercializado internacionalmente) após a Restauração da Independência de Portugal em 1640, cujas colônias eram seu mercado preferencial, deixou milhares de canários desempregados, fazendo com que muitos deles imigrassem para as Américas com suas famílias. Houve discussão nos círculos governamentais sobre as ilhas serem superpovoadas, e a coroa espanhola decidiu instituir o tributo de sangue.
A ocupação da Jamaica pelos ingleses e do Haiti e Guianas pelos franceses no século XVII fez com que a Coroa espanhola considerasse querer evitar a ocupação de parte da Venezuela e das Grandes Antilhas Espanholas, estimulando a imigração de canários. O comércio de corante de cochonilha se expandiu nas Ilhas Canárias durante o século XIX até a década de 1880, quando o comércio desse produto despencou, o que, junto com o boom do café e a Guerra de Independência Cubana, deprimiu a economia. Também estimulou a imigração das Canárias para as Américas. Depois de 1893, os canários continuaram a imigrar para a Venezuela para escapar do serviço militar espanhol.
Durante a Guerra dos Dez Anos (1868–1878) em Cuba, que lutava pela independência dessa colônia, os separatistas fizeram uma distinção entre os imigrantes das Canárias e os da Espanha peninsular, levando-os a promover a imigração das Canárias para Cuba. Prevaleceu a forma habitual de administração para gerir a emigração das ilhas, com a corrupção e a fraude a reger as ações das classes dirigentes das Canárias. Na pobreza do século XIX, a Guerra Civil Espanhola e a ditadura de Francisco Franco também impulsionaram a imigração das Canárias para as Américas.
Além das razões já mencionadas, também há problemas pontuais em algumas ilhas que também impulsionaram a emigração canária para as Américas. A ilha de Lanzarote já sofreu, entre os séculos XVI e XX, com uma terrível seca (1626-1632), epidemias, altos impostos, invasões de gafanhotos e várias erupções vulcânicas em 1730, afetando mais da metade da população, causando muitos deles para migrar, ataques de piratas e condições climáticas adversas. Consequentemente, muitas pessoas de Lanzarote migraram para outras Ilhas Canárias, incluindo Tenerife, Grã Canária e Fuerteventura, bem como para as Américas, como Uruguai, Argentina, Cuba, Porto Rico, Venezuela e sul dos Estados Unidos.

## Estados Unidos
Durante o século 18, a Espanha enviou vários grupos de canários para suas colônias na Nova Espanha, com o objetivo de colonizar certas regiões com colonos espanhóis. Entre 1731 e 1783, várias comunidades das Canárias foram estabelecidas no que hoje é o sul dos Estados Unidos. Em 1731, 16 famílias canárias chegaram a San Antonio, no Texas espanhol. Entre 1757 e 1759, 154 famílias foram enviadas para a Flórida espanhola.
Entre 1778 e 1783, outros 2.100 canários chegaram à Luisiana espanhola e fundaram as quatro comunidades de Galveztown, Valenzuela, Barataria e San Bernardo. Desses povoados fundados, os que tiveram sucesso foram Valenzuela e San Bernardo, enquanto os outros dois foram afetados por doenças e alagamentos. A grande migração de refugiados acadianos para Bayou Lafourche levou a um rápido afrancesamento da comunidade de Valenzuela, enquanto a comunidade de San Bernardo (Saint Bernard) conseguiu preservar muito de sua cultura e idioma únicos até hoje.
Muitos isleños lutaram na Guerra de Independência dos Estados Unidos (1775-1783) e na Batalha do Álamo (1836). Após a  Após a incorporação da Luisiana e do Texas aos Estados Unidos, eles lutaram na Guerra de Secessão, na Primeira e na Segunda Guerra Mundial. Os isleños conseguiram preservar algumas características de sua cultura, menos na região da Flórida, pois a maioria dos colonos canários imigraram para Cuba quando a Flórida foi cedida à Grã-Bretanha em 1763 e ainda mais emigraram quando, após sendo recuperada pela Espanha, a Flórida foi cedida aos Estados Unidos em 1819.
O dialeto do espanhol das Canárias durante o século XVIII ainda era falado pelos isleños mais velhos até a década de 1950 em San Antonio, mas ainda é falado na paróquia de St. Bernard .

## Antilhas Hispânicas
Os isleños da Luisiana compartilham alguns aspectos da cultura canária há mais de 200 anos com os cubanos, dominicanos e porto-riquenhos. Esses povos das Antilhas foram fortemente influenciados por ondas anteriores de colonos das Canárias, que chegaram às Américas a partir do final do século XVI.

### Cuba
Dos países latino-americanos, Cuba foi o mais afetado pela imigração canária, recebendo um grande número de canários desde o século XVI, especialmente durante o século XIX e início do XX, o que é denotado pela sua influência substancial no espanhol cubano, muito próximo ao dialeto das Canárias. Muitas palavras do espanhol de Cuba podem ser atribuídas ao dialeto falado nessas ilhas espanholas.
Através da imigração cruzada de canários e cubanos, muitos costumes canários tornaram-se tradições cubanas e vice-versa. A música cubana também foi integrada à cultura canária, tendo como exemplos o mambo, son e punto guajiro. A imigração cubana para as Canárias introduziu, por exemplo, o prato cubano moros y cristianos (ou simplesmente "moros"), na culinária das Canárias, especialmente na ilha de La Palma. Os canários eram a força motriz da indústria de charutos de Cuba e muitas das fábricas desse tipo de fumo eram de propriedade desses ilhéus espanhóis. Após a Revolução Cubana, muitos cubanos e canários que retornaram se estabeleceram nas Canárias, entre eles proprietários de fábricas de charutos, como os Garcias. Através deles, a indústria de charutos chegou a estas ilhas espanholas e atualmente está bem estabelecida lá.
A ilha de La Palma foi a que teve a maior influência em Cuba e seu sotaque é o mais próximo dos sotaques canários ao espanhol cubano.

### Porto Rico
A primeira onda de migração das Canárias para Porto Rico aparenta ter ocorrido em 1695, por causa da lei do tributo de sangre, quando Juan Fernández Franco de Medina, o novo governador de Porto Rico, chegou com 20 famílias canárias e outras as seguem em 1714, 1720, 1731 e 1797. Entre 1720 e 1730, cerca de 176 famílias canárias, totalizando 882 pessoas, imigraram para Porto Rico, mais da metade delas sendo de casais e seus filhos, e o restante acabou encontrando parceiros na colônia espanhola nas Antilhas.
O tributo de sangre terminou em 1764, mas a pobreza e a superpopulação nas Canárias ainda fizeram com que muitos de seus habitantes imigrassem para Porto Rico e outras partes da América. Com a independência da América Hispânica, os emigrantes canários foram, em sua maioria, para Cuba e Porto Rico, as únicas possessões espanholas remanescentes nas Américas, onde seu trabalho foi explorado para substituir o dos escravos, recém-libertados. Após a Guerra Hispano-Americana de 1898, a imigração das Canárias para Porto Rico continuou com sucessivas ondas e aldeias porto-riquenhas inteiras foram formadas por ilhéus realocados.
Entre 1891 e 1895, a imigração das Canárias para Porto Rico foi oficialmente superior a 600 imigrantes e se a imigração não registrada for considerada, o número certamente seria muito maior. A imigração das Canárias para Porto Rico no século XIX é estimada em 2.733 pessoas, a maioria camponeses que desejam cultivar em terras próprias. Esses espanhóis se estabeleciam em Porto Rico em famílias ou grupos de famílias aparentadas.
Cidades e vilas inteiras em Porto Rico foram fundadas por imigrantes canários, e sua influência duradoura ainda pode ser ouvida no espanhol porto-riquenho e vista no cuatro, um pequeno violão de origem canária. As Canárias contribuíram mais para a população porto-riquenha do que qualquer outra região espanhola, exceto a Andaluzia, e os canários, juntamente com os andaluzes, foram a principal comunidade de espanhóis nesta ilha caribenha no século XIX.
Os Isleños contribuíram substancialmente para o desenvolvimento da agricultura, bem como o caráter rural provincial da sociedade porto-riquenha, preservando suas características culturais que permaneceram como características da cultura porto-riquenha. Eles tendiam a se estabelecer em áreas onde outros isleños já viviam, preferindo certos distritos rurais e cidades como Camuy, Hatillo e Barceloneta, concentrando-se também em San Juan, Ponce, Lares, San Sebastián, Lajas, Mayagüez e Manatí. Muitos se estabeleceram em pequenas aldeias onde se casaram com outros porto-riquenhos e com os camponeses jíbaros.
A maioria dos canários chegaram à ilha casados, muitas vezes também com muitos filhos, o que ajudou a preservar seus costumes, tradições, religiões e sotaque. Um grupo de geneticistas de universidades porto-riquenhas realizou um estudo do DNA mitocondrial e descobriu que a atual população de Porto Rico tem em seu genoma um componente substancial de genes dos guanches, especialmente os de Tenerife. Em algumas áreas da ilha, este componente Guanche aparece em mais de 50% da população amostrada, e na parte ocidental, aparece em mais de 80%. Ainda hoje, nestas localidades, há pessoas que podem contar histórias dos seus bisavós canários que recordam quando eram crianças.

### República Dominicana
Em 1501, Nicolás de Ovando deixou as Ilhas Canárias com um grupo de canários, alguns deles de Lanzarote, e navegou para a ilha de Hispaniola. Houve também um afluxo de colonos das Canárias, que chegaram à colônia de Santo Domingo (atual República Dominicana) na segunda metade do século XVI. A colônia Santo Domingo, em meados do século XVII, ainda tinha uma população muito pequena e sofria com dificuldades econômicas, o que levou a temores das autoridades espanholas de que os franceses, que haviam ocupado a parte ocidental da ilha (atual Haiti), também poderiam tentar tomar a metade oriental da ilha, atual República Dominicana. Eles pediram à coroa espanhola que enviasse famílias das Canárias para impedir a expansão francesa.
Por decreto real de 6 de maio de 1663, sob a política do tributo de sangre, 800 famílias canárias foram enviadas para a ilha. Eram 97 famílias canárias que chegaram em 1684 e fundaram San Carlos de Tenerife (em 1911, tornou-se bairro da capital dominicana Santo Domingo). As autoridades espanholas ali concentraram recursos na agricultura e pecuária, e incorporaram um município e uma igreja dedicada à padroeira da cidade, Nossa Senhora da Candelária. A população aumentou com a chegada de 39 famílias em 1700 e outras 49 em 1709. As famílias canárias que chegaram naquele ano tiveram que subornar o governador para poder permanecer lá.
Nas primeiras décadas do século XVIII, outro grupo de canários imigraram para Santiago de los Caballeros, onde formaram uma milícia composta exclusivamente por seus conterrâneos, e outro em região de fronteira, onde o grupo fundou Banica e Hincha (esta última no Haiti) em 1691 e 1702, respectivamente. Nos dois últimos assentamentos, a criação de gado prosperou graças ao crescente comércio com o Haiti. A falta de recursos financeiros e a Guerra da Sucessão Espanhola levaram a uma diminuição da imigração das Canárias para a área e, posteriormente, houve um aumento significativo desse fluxo migratório, que voltou a estagnar entre 1742 e 1749, como resultado da guerra com a Inglaterra. Os canários instalaram-se principalmente na fronteira com o Haiti para impedir a expansão territorial francesa, bem como portos em locais estratégicos nas províncias de Monte Cristi, Samana e Hato Mayor. Os canários também fundaram Dajabón, Baní, Neiba, San Juan de la Maguana e Jánico.
Depois de 1764, os canários foram enviados principalmente para a região de Cibao. As prósperas cidades fronteiriças foram abandonadas em 1794, com a Revolução Haitiana e o posterior domínio haitiano do atual território dominicano. Os isleños do agora lado haitiano da fronteira mudaram-se para o interior da ilha, e alguns deles, especialmente os de Cibao, mudaram-se para Cuba, Porto Rico e Venezuela. Os isleños foram, por um tempo, o grupo étnico que mais cresceu na República Dominicana. Nos séculos XIX e XX, o fluxo de imigrantes das Canárias para o país diminuiu.

## Venezuela
Desde o período colonial até o final da Segunda Guerra Mundial, a maioria dos imigrantes europeus que se fixaram na Venezuela eram oriundos das Canárias. O impacto cultural desses ilhéus foi significativo, influenciando tanto o desenvolvimento do espanhol venezuelano quanto sua culinária e cultura. A Venezuela tem talvez a maior população de imigrantes das Canárias, e costuma-se dizer nessas ilhas espanholas que "a Venezuela é a oitava ilha das Canárias".
No século XVI, o alemão Georg von Speyer (ou Jorge de la Espira em espanhol) recrutou nas Canárias 200 homens para colonizar a Venezuela, assim como Diego Hernández de Serpa, governador da província de Nova Andaluzia, que enviou outros 200 soldados e 400 escravos de Grã-Canaria para esse país sul-americano, onde alguns canários estiveram entre os fundadores de Cumaná. Também no início da colonização espanhola da Venezuela, Diego de Ordaz, governador de Paria, levou cerca de 350 pessoas, e seu sucessor, Jerônimo de Ortal, cerca de 80 pessoas, de Tenerife, fossem nascidas nas ilhas ou apenas pessoas estabelecidas ali. Em 1681, 54 famílias de Tenerife foram transportadas para o porto de Cumaná, mas esta área era tão insegura que algumas delas se estabeleceram em aldeias já fundadas ou foram para os Llanos . No ano seguinte, outro grupo de 31 famílias também chegou da ilha de Tenerife.
25 famílias canárias foram transportadas para a Guiana em 1717 para fundar uma aldeia e depois migraram para os Llanos Venezuelanos. Em 1697, Maracaibo foi fundada com 40 famílias canárias, seguidas em 1700 por outras 29 na cidade de Los Marqueses. Maracaibo recebeu 25 famílias canárias entre 1732 e 1738, enquanto em 1764 chegaram outras 14 famílias, às quais se somaram outras 300 famílias transportadas para a Venezuela.
Iniciando-se na década de 1680 e perdurando pelo século XVIII, os canários chegaram à Venezuela em grande número, devido a realidade de que as suas ilhas natais não dispunham de terras nem condições econômicas para sustentar uma população cada vez maior, indo para essa colônia espanhola na América do Sul em busca de oportunidades, principalmente em termos de terras para a produção agrícola. No entanto, os canários enfrentaram condições sociais que impediram sua capacidade de desenvolver fortes bases econômicas na região. Em primeiro lugar, a Compañía Guipuzcoana, uma empresa comercial estabelecida pela coroa espanhola para incorporar a economia venezuelana à do restante do Império Espanhol, detinha o monopólio comercial e regulava o preço dos bens produzidos e importados. Em segundo lugar, as elites latifundiárias da Venezuela tinham um controle firme sobre a economia e a produção agrícola nas áreas do norte do país, que incluíam o centro econômico e político de Caracas, bem como a terra mais produtiva para a produção de cacau. Muitos canários em busca de terras foram forçados a ir mais para o interior da Venezuela, para os Llanos, onde a terra costumava ser menos produtiva e exigia mais trabalho. Os proprietários de terras e produtores agrícolas das Canárias, portanto, se viam como insignificantes na economia de exportação. Os que se opuseram à busca de terras passaram a trabalhar em fazendas de cacau ou em trabalhos braçais como lojistas ou transportadores de mercadorias, enquanto outros entraram no comércio de contrabando. Os canários envolvidos no comércio clandestino alcançaram algum sucesso no final do século XVIII, especialmente porque as comunidades canárias nos Llanos se desenvolveram economicamente e buscaram opções comerciais para seus produtos fora do monopólio da Compañía Guipuzcoana. No entanto, esses contrabandistas enfrentaram desafios crescentes no comércio ilegal à medida que a coroa espanhola começou a nomear um número maior de espanhóis peninsulares, sobretudo bascos, para uma ampla gama de cargos oficiais, incluindo aqueles que detinham jurisdição sobre a investigação de contrabandistas, indicando uma repressão a uma indústria chave para muitos canários. Independentemente de sua profissão, os canários tinham pouco poder econômico ou político e foram impactados pelas práticas monopolistas adotadas pela Coroa Espanhola e influências econômicas e sociais da elite latifundiária, condições que incentivaram o envolvimento das Canárias em revoltas e rebeliões.
O rígido sistema de castas venezuelanos ditou a experiência dos canários na região nos séculos XVII e XVIII. Embora separados de pessoas de cor como mulatos, escravos e indígenas, os canários ainda eram vistos como inferiores pelas elite criolla local, cujos preconceitos sociais e raciais muitas vezes os levaram a incluir os canários nos estratos sociais mais baixos que incluiu essas pessoas de cor. Entre os brancos, os canários eram vistos como inferiores tanto aos peninsulares quanto aos crioulos devido à sua condição de imigrantes e relativa pobreza. Esse classismo estava totalmente presente na vida venezuelana, determinando as interações sociais e perspectivas econômicas. As leis proibiam casamentos entre canários e peninsulares. As ocupações nas quais os canários estavam bem representados eram geralmente aquelas que os criollos rejeitavam como "indignas" para pessoas de seu status, e havia pouca ou nenhuma oportunidade para eles ganharem status. Embora os canários pudessem legalmente ocupar cargos políticos e serem comerciantes, militares e funcionários públicos, muitas vezes não eram tão abertamente aceitos ou respeitados nessas posições.
A Venezuela mergulhou em um período de instabilidade política e social de 1750 ao início da década de 1800, quando as tensões aumentaram entre a Coroa Espanhola e o povo venezuelano  e os movimentos de independência ganharam força. Inicialmente, os canários não mantinham fortes lealdades à independência ou aos movimentos monarquistas e, em vez disso, tinham motivos para querer qualquer um dos resultados possíveis. Esses resultados os serviram de alguma forma; a independência para a Venezuela significou o fim do domínio que a Compañía Guipuzcoana mantinha sobre o comércio regional, e a vitória monarquista significou uma oportunidade para mudar a ordem social que costumava ser opressiva para qualquer um que não fosse um espanhol peninsular ou criollo. No entanto, foi o descontentamento das Canárias com a companhia comercial referida que impulsionou sua participação inicial nesses movimentos. Um protesto liderado por canários em 1749 contra a Companhia, que teve amplo apoio de diversos setores da população venezuelana, terminou com repercussões brutais para os participantes das classes sociais mais baixas, mas uma punição relativamente mais leve para as elites crioulas, bem como mudanças na companhia que deu aos criollos, mas não aos canários, a oportunidade de deter ações da empresa, livrando os ilhéus espanhóis da empresa e dos peninsulares que ameaçavam a economia do contrabando. Um grito durante este protesto foi “Viva o Rei e morte aos biscaínos”, demonstrando a lealdade à monarquia espanhola e o ódio aos peninsulares que ocupavam cargos de poder no governo e na Companhia.
Apesar de seu apoio ao rei, muitos canários inicialmente apoiaram o movimento de independência da Primeira República em 1810, percebendo o potencial de mudança em uma nova nação, mas o apoio ao separatismo não se concretizou e muitos ilhéus apoiaram a causa monarquista nos anos seguintes. Os canários, assim como outros setores da sociedade venezuelana, foram oportunistas ao escolher quando e a quem mostrar seu apoio, pois buscavam uma economia justa sem a presença monopolista de companhias de comércio, mas também esperavam que uma nova república se formasse em diferentes circunstâncias sociais. Os criollos não queriam abrir mão de sua superioridade social ou poder econômico e político, e os canários reagiram de acordo. O apoio das Canárias à coroa espanhola foi documentado e eles provavelmente acreditavam que seu apoio seria recompensado com oportunidades econômicas e capital social ao mudar para a causa monarquista. Após o sucesso da contrarrevolução de 1812, os habitantes das Canárias foram recompensados por sua lealdade com posições de poder. Os canários que ascendiam a tais cargos eram muitas vezes desqualificados para exercerem-nos, e muitos eram impiedosos em denunciar e perseguir ex-empregadores e outros crioulos. Muitos relatos, escritos na época da contrarrevolução ou em períodos posteriores por historiadores, pintam os canários como ignorantes, vulgares e odiados pelo resto da população, e culpam essa ignorância como a razão por trás da tomada de decisões dos isleños durante a contrarrevolução. Outros relatos, no entanto, não veem a ignorância como um fator na tomada de decisões, argumentando que os ilhéus se identificaram e se aliaram ao movimento que acreditavam ser mais simpático à sua causa e objetivos. Independentemente disso, seu apoio à contrarrevolução consolidaria sua posição como monarquistas na Segunda República.
Muitos dos que lutaram na Guerra da Independência da Venezuela eram canários ou descendentes deles, como  Simón Bolívar, que tinha ancestrais vindos dessas ilhas pelo seu lado materno. Houve muitos outros notáveis líderes venezuelanos descendentes das Canárias, como o precursor da independência Francisco de Miranda, o filósofo Andrés Bello e o médico José Gregorio Hernández, além dos presidentes José Antonio Páez, José María Vargas, Carlos Soublette, José Tadeo Monagas, Antonio Guzmán Blanco, Rómulo Betancourt e Rafael Caldera. Mais de nove mil canários emigraram para a Venezuela entre 1841 e 1844 e, em 1875, chegaram mais de cinco mil desses ilhéus.
A partir de 1936, a maioria dos imigrantes das Canárias foi para Cuba ou para a Venezuela, por causa dos incentivos à imigração, especialmente de cidadãos espanhóis, e a partir de 1948, a maioria emigrou para a Venezuela, uma imigração massiva que não terminou até o início dos anos 1980, mas houve uma diminuição significativa na década de 1970, com o início da emigração das Canárias para outros países europeus. Canários e seus descendentes estão agora espalhados por toda a Venezuela.
Os primeiros canários a emigrar para o Uruguai se estabeleceram em Montevidéu para povoar a região, chegando em dois grupos distintos. O primeiro grupo foi estabelecido na cidade em 19 de novembro de 1726, com 25 famílias, rapidamente organizando-se para sobreviver naquela área. As primeiras autoridades civis de Montevidéu eram canárias e foram as primeiras a dar nomes espanhóis a estradas e acidentes geográficos. O segundo grupo, com 30 famílias canárias, chegou à capital uruguaia em 27 de março de 1729. Outros lugares no Uruguai onde os canários se estabeleceram foram Colônia, San José, Maldonado, Canelones e Soria.
Em 1808, o comerciante canário Francisco Aguilar y Leal enviou uma expedição de 200 pessoas das ilhas orientais das Canárias a Montevidéu. Entre 1835 e 1845, cerca de 8.200 canários, mais da metade da população da ilha de Lanzarote na época, emigraram para o Uruguai, e grupos deles continuaram a vir esporadicamente até cerca de 1900. Durante o século XIX, mais de dez mil canários se estabeleceram no Uruguai, a maioria oriunda das ilhas orientais; no entanto, apenas cerca de 5.700 deles permaneceram permanentemente no país sul-americano. Alguns grupos de canários continuaram a chegar no início do século XX, ainda vindos principalmente das ilhas orientais, mas números específicos não estão disponíveis. Canários e descendentes canários estão espalhados por todo o território uruguaio e esse país sul-americano ocupa o quinto lugar depois da Venezuela, Cuba, Porto Rico e República Dominicana no número de descendentes de canários em sua população.

## Ilhéus das Canárias em outros lugares das Américas

### México e América Central
Os descendentes de canários são uma comunidade pequena no México, mas sua presença é notável principalmente no mundo dos negócios e na indústria do turismo. Algumas famílias canárias emigraram para o México no século XVII, como no caso das famílias Azuaje. No século XVIII, quando a coroa espanhola incentivou a emigração das Canárias para as Américas através do Tributo de sangre, muitos deles se estabeleceram na Península de Yucatán, onde, no século XVIII, controlavam a rede comercial que distribuía mercadorias por toda a península; seus descendentes ainda são contados entre as famílias mais influentes de ascendência espanhola direta no México. Durante o século XX, outro grupo de canários se estabeleceu no México no início da década de 1930 e, como aconteceu com galegos e outros imigrantes espanhóis da época, havia altas taxas de analfabetismo e empobrecimento entre eles, mas eles se adaptaram com relativa rapidez. Enquanto ocorria a Guerra Civil Espanhola, o proeminente intelectual canário Agustín Millares Carlo, de Las Palmas, tornou-se um expatriado no México em 1938. O professor universitário Jorge Hernández Millares, que realizou importantes trabalhos de Geografia, exilou-se no mesmo país após a guerra.
Duas expedições espanholas ao Panamá foram lideradas por canários. A primeira, organizada por Pedro Arias Dávila,  recrutou 50 bons nadadores de La Gomera para mergulhar em busca de pérolas em 1514, mas os  homens foram dispersos quando desembarcaram. A outra, de 1519, foi liderada por López de Sosa, que foi nomeado pelo governo espanhol para substituir Dávila e recrutou 200 de seus conterrâneos em Grã-Canaria para participar da conquista da América Central.
Em 1534, Bartolomé García Muxica, fundador da cidade panamenha de Nombre de Dios, trouxe um grupo de canários para o país. Estes estavam entre os poucos canários que emigraram para o Panamá naquele século.
Em 1787, 306 canários chegaram à Costa dos Misquitos Hondurenha, mas o plano para colonizar essa região falhou, por causa da hostilidade dos zambos e dos indígenas misquitos, bem como da insalubridade geral da área. Eles conseguiram se estabelecer com sucesso perto do porto hondurenho de Trujillo, onde puderam cultivar as terras vizinhas, e nas terras altas, onde fundaram a cidade de Macuelizo em 1788.
Em 1884, mais de oito mil canários emigraram para uma pequena cidade na Costa Rica, quando o país centro-americano convidou imigrantes dessa parte da Espanha para povoar a cidade desabitada. Alguns canários já haviam se estabelecido na Costa Rica, a partir do século XVI. Um canário de Lanzarote, José Martinez, foi um dos primeiros colonos espanhóis a chegar à Costa Rica, ainda no século XVI.

### Ilhéus das Canárias em outros países do Caribe e da América do Sul
O número de canários que emigraram para a Argentina antes do século XIX foi muito baixo, embora três soldados de Tenerife que estavam com Pedro de Mendoza quando ele fundou Buenos Aires em 1535 decidiram ficar e se casaram com nativos e/ou outros espanhóis colonos. Vários navios chegaram a Buenos Aires com imigrantes canários em 1830, com um grupo deles se estabelecendo no interior e outro grupo na capital. Embora o número de canários que imigraram para a Argentina durante o século XIX não fosse comparável ao número dos que emigraram para Cuba, Porto Rico, Venezuela e Uruguai, em alguns anos houve um número relativamente grande de imigrantes canários; por exemplo, entre 1878 e 1888, 3.033 canários emigraram. A taxa de emigração para a Argentina foi relativamente alta entre os ilhéus no século XX, mas não atingiu o volume de Cuba e Venezuela. Mesmo assim, na década de 1930, o governo das Canárias estimou o número de canários e seus descendentes naquele país em cerca de 80 mil pessoas. Em 1984, haviam 1.038 canários em Buenos Aires. Eles formaram várias organizações para preservar sua herança étnica e fornecer ajuda mútua. Várias famílias canárias de Buenos Aires se estabeleceram no Paraguai, onde fundaram a cidade de Candelaria.
Na Colômbia, em 1536, Pedro Fernández de Lugo liderou uma expedição de 1.500 pessoas, 400 das quais canárias, para a conquista da área em torno do que se tornou Santa Marta. Este contingente pacificou as tribos guerreiras da costa e penetrou no interior. No caminho, fundaram várias cidades, duas das quais, Las Palmas e Tenerife, ainda existem. Além disso, Pedro de Heredia liderou 100 homens canários a Cartagena.
No século XVI, muitas das pessoas que emigraram das Canárias para as Américas eram, na verdade, espanhóis peninsulares ou estrangeiros, tornando difícil saber quantos dos imigrantes eram realmente canários. Existem registros também de alguns canários e famílias canárias que se estabeleceram em Cartagena  e Cáceres na segunda metade do século XVI. Outros emigraram em 1678 pelos termos do Tributo de Sangre a Santa Marta.
Em 1903, uma frota chegou ao Lago Budi, no Chile, com 88 famílias canárias, com 400 pessoas, que atenderam a um pedido do governo chileno  para povoar essa região e assinaram contratos em benefício de uma empresa privada. Alguns foram presos enquanto tentavam escapar de sua servidão, e os indígenas mapuches lamentaram a situação desses canários que se estabeleceram em suas antigas terras. Os ameríndios os acolheram e se juntaram às suas manifestações na chamada "revolta dos canários", e muitos canários se casaram com mapuches.
Pouco se sabe sobre qualquer emigração das Canárias para o Brasil. A certeza é que, durante a colonização das Américas, muitos dos navios europeus que se dirigiam ao Brasil paravam nas Canárias, sendo provável que alguns deles transportassem canários para a colônia portuguesa. Devido às difíceis circunstâncias da viagem, várias expedições que haviam saído de Lanzarote com destino ao Uruguai foram obrigadas a terminar sua passagem em outros lugares, como o Rio de Janeiro e a ilha de Santa Catarina. Em 1812, um pequeno grupo de canários de Lanzarote vivia na ilha de Santa Catarina. Um estudo de WF Piazza observa que os registros paroquiais de 1814 a 1818 mostram 20 famílias de Lanzarote morando lá. Rixo Alvarez fala das expedições de Polycarp Medinilla, português radicado em Lanzarote, e Agustín González Brito, da cidade canária de Arrecife. Os colonos de Lanzarote foram obrigados a desembarcar no Rio de Janeiro. Estima-se que apenas 50 canários emigraram para o Brasil neste século. Durante os últimos anos do século XIX, alguns folhetos de propaganda foram impressos para promover a imigração de canários para o Brasil para trabalhos braçais, desconhecendo a eficácia desses trabalhadores. Havia outras publicações distribuídas nas Ilhas Canárias que se opunham ao movimento de emigração, e a imprensa canária apresentava uma visão muito negativa da qualidade de vida dos migrantes no Brasil. No início do século XX, alguns navios que transportavam emigrantes das Canárias para a Venezuela foram desviados e desembarcaram no Brasil, nas Antilhas Francesas, Guiana ou em Trindade e Tobago, onde se estabeleceram definitivamente, assim como outros que emigraram diretamente para o Brasil a partir das Canárias. Alguns poucos canários em navios com destino à Venezuela naufragaram na costa brasileira na década de 1960.
Devido à proximidade de Curaçao, Aruba e Bonaire, territórios neerlandeses nas Antilhas, com a América do Sul e o estabelecimento de laços econômicos entre os Países Baixos e o Vice-Reino de Nova Granada, colonos canários que viviam na Venezuela se fixaram nessas ilhas e crianças de ricas famílias canárias da Venezuela foram educadas nesses domínios neerlandeses. No século 19, curaçaoenses como Manuel Piar e Luis Brión estiveram proeminentemente envolvidos nas guerras de independência da Venezuela e da Colômbia. Refugiados políticos do continente, como Simón Bolívar, reagruparam-se em Curaçao. Enquanto muitos canários retornaram à Venezuela após sua independência, muitos deles permaneceram em Curaçao, Aruba e Bonaire.